# گمینا شراز
گمینا شراز (به لهستانی:  Gmina Sieradz) یک گمینا در لهستان است که در شهرستان شراتس واقع شده‌است. گمینا شراز ۱۸۱٫۶۳ کیلومتر مربع مساحت و ۹٬۷۸۸ نفر جمعیت دارد.